# Murder Love
Murder Love è il secondo album del cantante canadese Snow, pubblicato il 28 marzo 1995 dall'etichetta East West.
L'album ha riscosso un successo nettamente inferiore rispetto a quello del precedente 12 Inches of Snow, che fu supportato dal noto brano Informer. Tuttavia, la canzone Si Wi Dem Nuh Know We fu nominata ai Juno Award come "Best Reggae Recording".

## Tracce
1. Si Wi Dem Nuh Know We (feat. Junior Reid e Ninjaman)
2. Bad Man (feat. Ninjaman)
3. Rivertown (feat. Half Pint)
4. Murder Love
5. Babylon
6. Anything for You (feat. Nadine Sutherland)
7. Yesterday (feat. Junior Reid)
8. Time (feat. White Mice e Half Pint)
9. Dream
10. If You like the Sound
11. Sexy Girl
12. Let's Get It On
13. Things to Say